# لونت (متروی استانبول)
لونت (انگلیسی: Levent) یکی از ایستگاه‌های خط ام۲ و ام۶، متروی استانبول است.
این ایستگاه که در منطقه لونت در خیابان بویوکدره قرار دارد در سال ۲۰۰۰ تأسیس شده‌است.

## نگارخانه

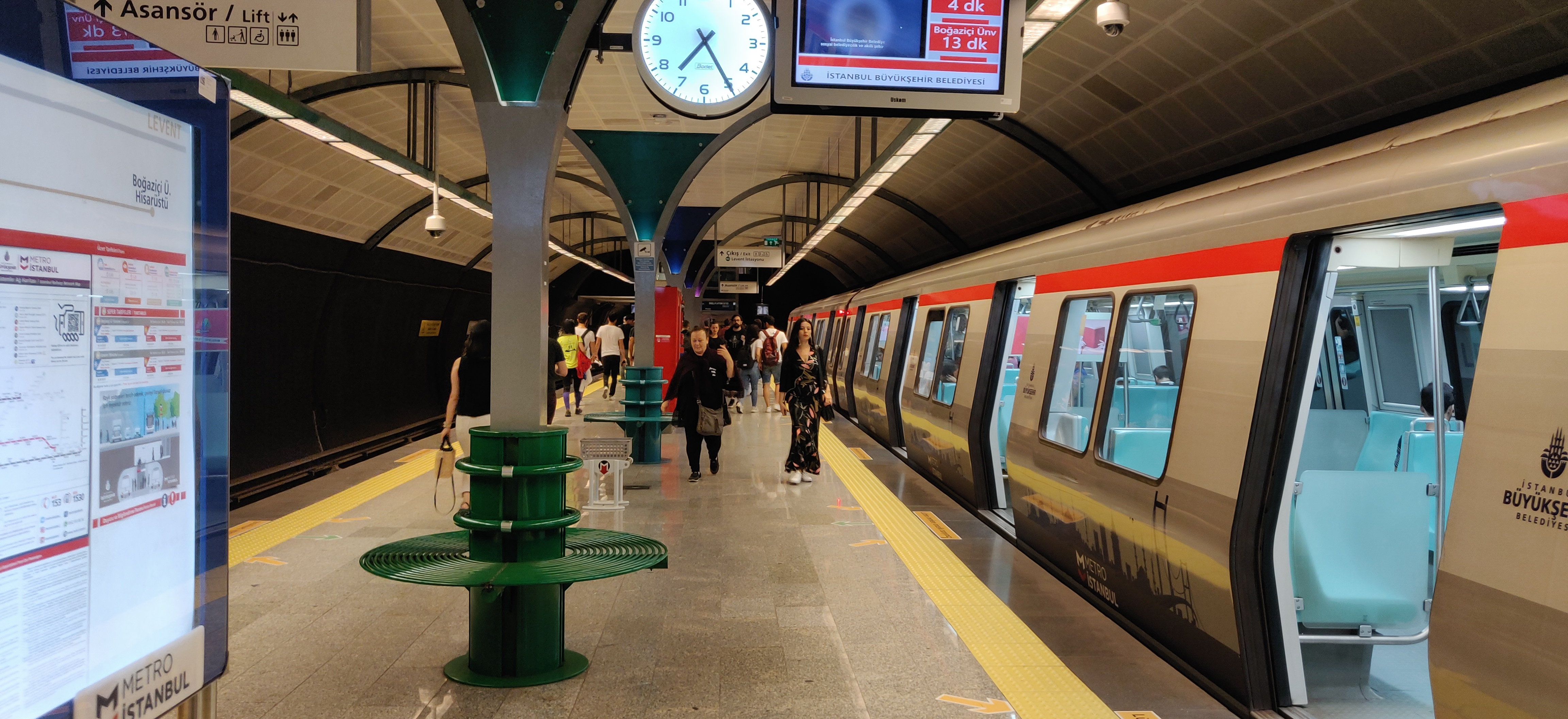
The M6 platform
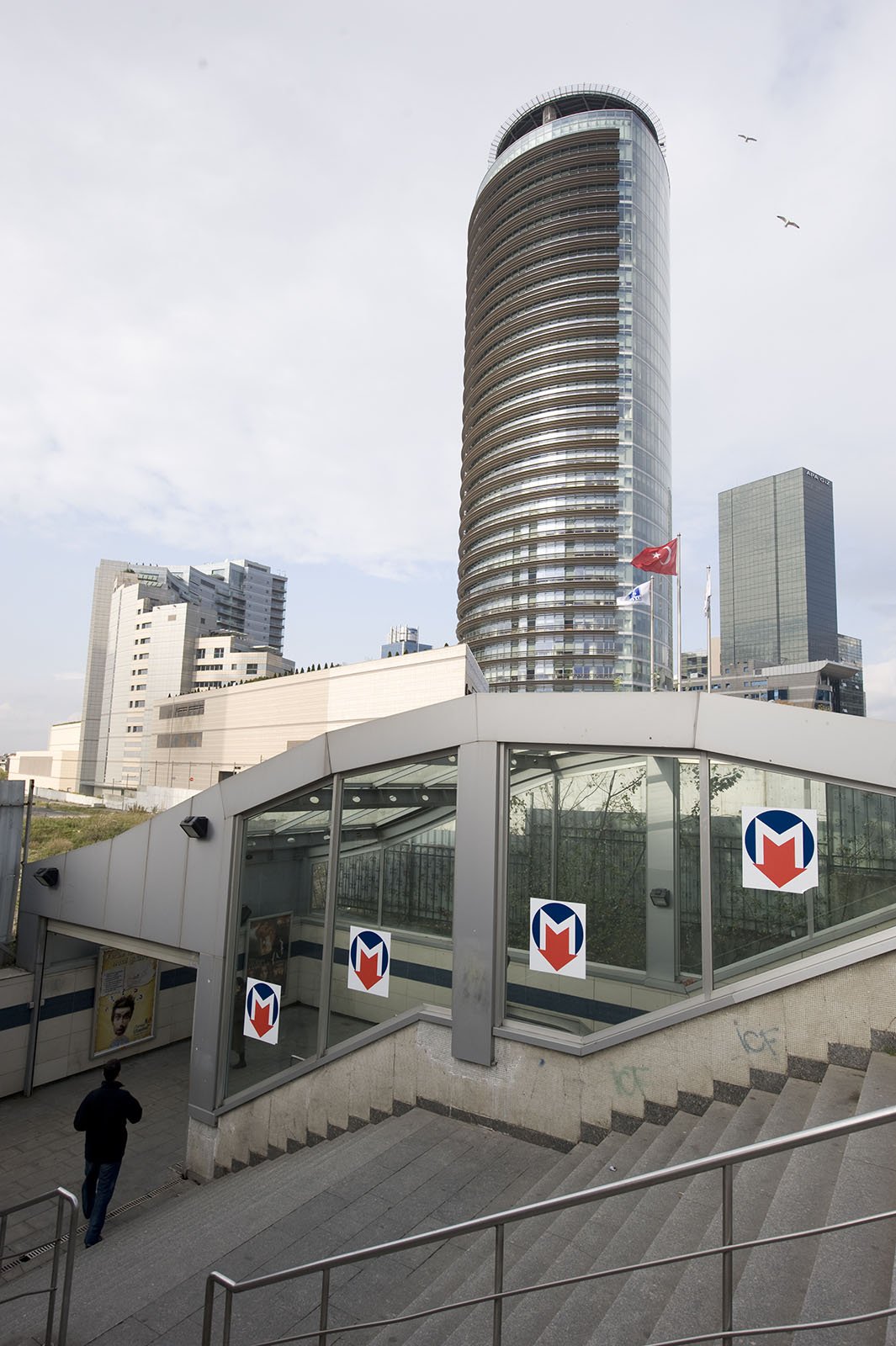
Levent Station and high-rises
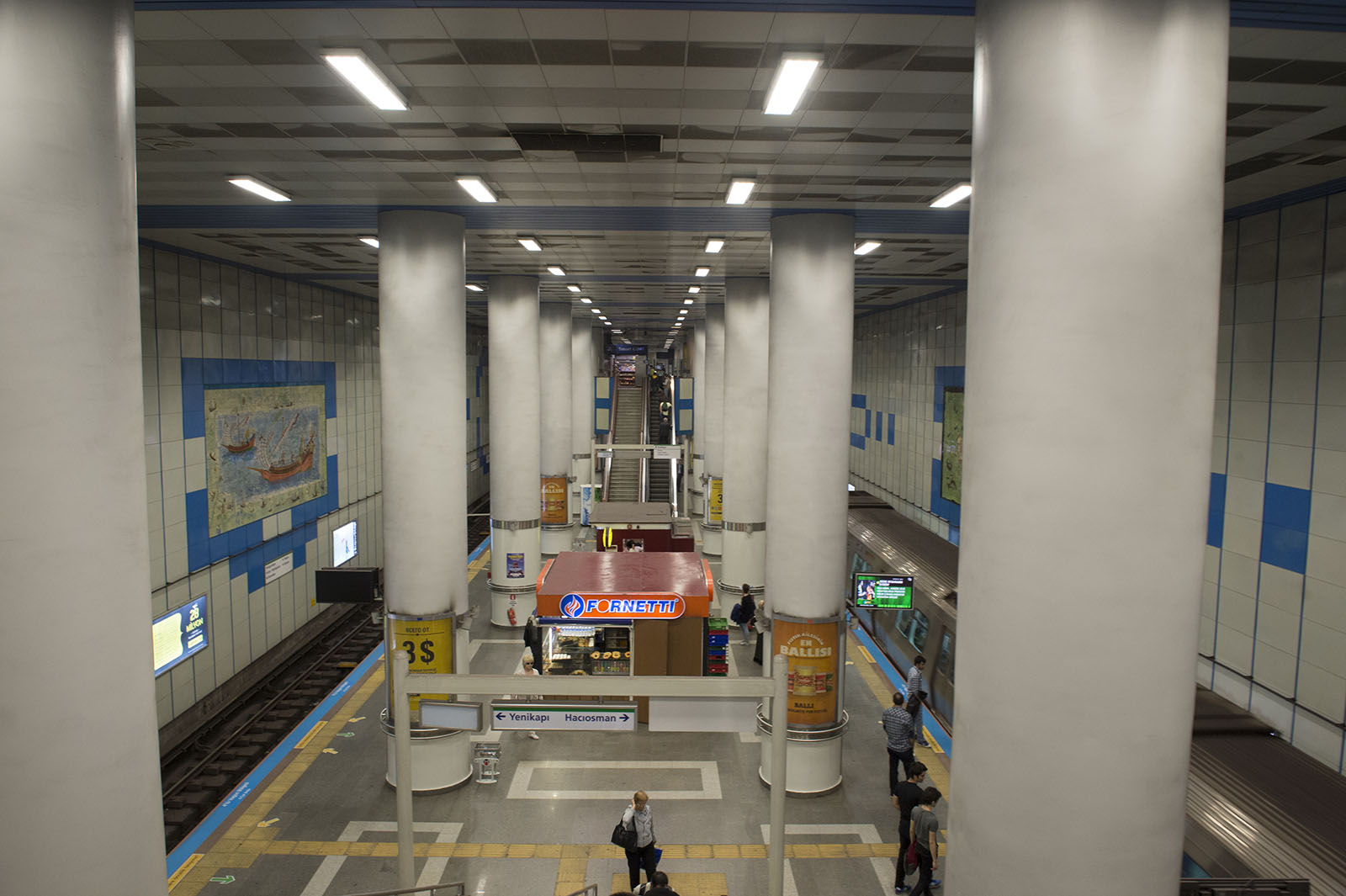
Levent Station
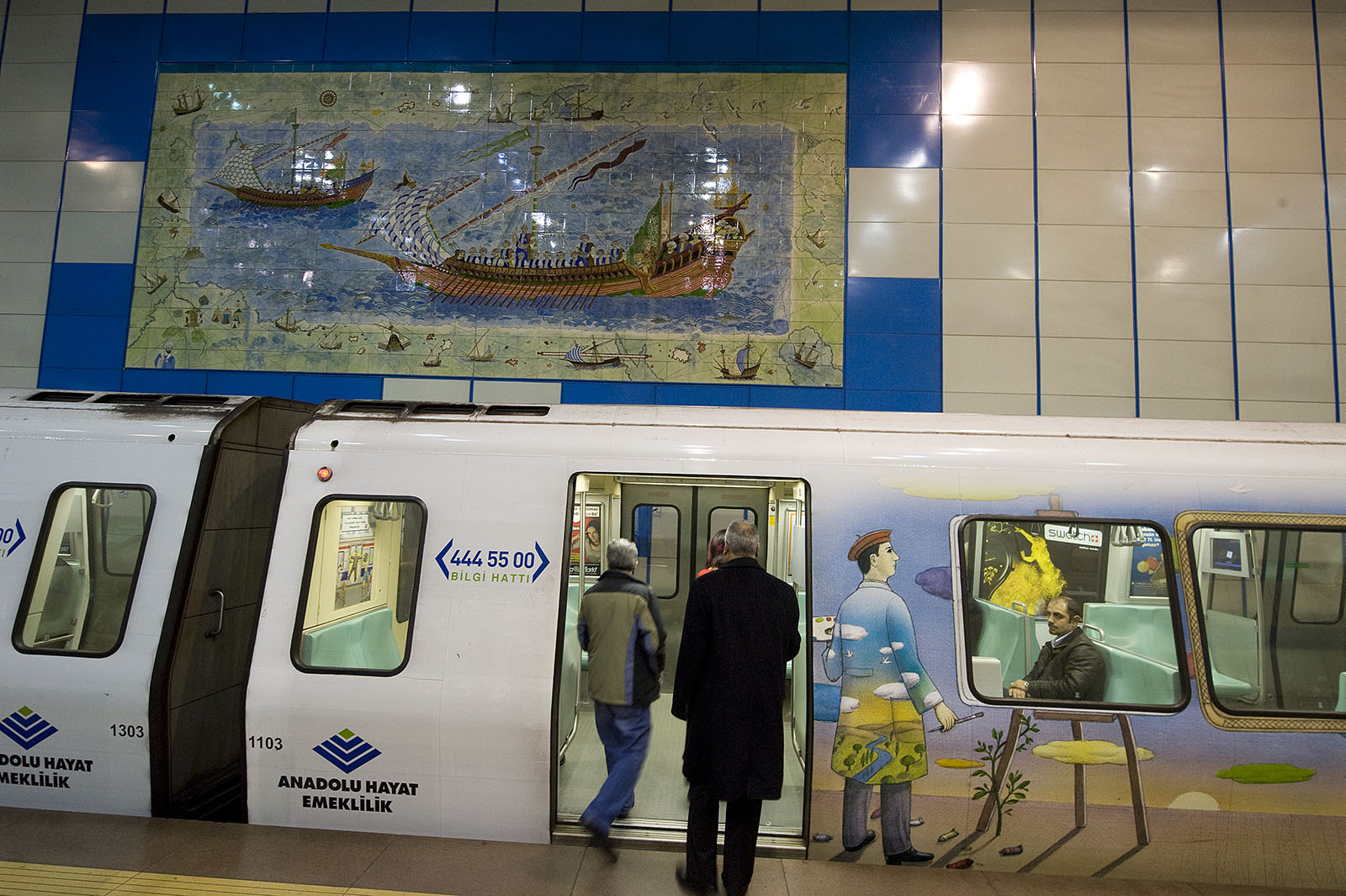
Levent Station with painted carriage